# Erika Andia
Erika Noemí Andia Balcázar (sinh ngày 6 tháng 3 năm 1972) là một nữ diễn viên sân khấu và đạo diễn và nhà báo người Bolivia.

## Tiểu sử
Erika Andia được sinh ra ở La Paz, Bolivia vào ngày 6 tháng 3 năm 1972 và hoàn thành giáo dục cơ bản tại thành phố nơi cô sinh ra. Cô bắt đầu học sân khấu tại Hội thảo David Mondacca và cô sẽ tiếp tục theo đuổi giáo dục đại học về giao tiếp xã hội tại Đại học Công giáo Bôlivia, tốt nghiệp nhiều năm sau đó với tư cách là một nhà báo.
Andia nổi bật ở tuổi 33 với vai diễn buôn ma túy Domitila trong bộ phim năm 2005 ¿Quién mató a la llamita blanca?, Được công chiếu vào năm sau. Andia cũng đã chơi trong chương trình sản xuất truyền hình La Paz Chương trình Z (2012) và El Sartenazo (2014). Cô tiếp tục vai diễn của mình trong Programa Z với vai Clara cho phần tiếp theo El SartenaZo.
Vào tháng 11 năm 2017, Andia và Kory Warmis đã hợp tác trong vở kịch Deja Vu, el corazón también recuerda ở Sucre với một dàn diễn viên nữ chủ yếu cho dự án lớn hơn của Soones en Camino. Dàn dựng cho vở kịch diễn ra tại Nhà hát thành phố Alberto Saattedra Pérez vào ngày 8 tháng 11 năm 2017 lúc 7:30 tối giờ địa phương.